# Lundellianthus kingii
Lundellianthus kingii là một loài thực vật có hoa trong họ Cúc. Loài này được (H.Rob.) Strother mô tả khoa học đầu tiên năm 1989.